# Baskerville
A Baskerville egy talpas betűkép, amely megalakotójának, az angol John Baskerville (1706–1775) tipográfusnak a nevét viseli. Átmeneti betűkép, William Caslon régi típusú és Giambattista Bodoni, Firmin Didot modern alkotásai közé helyezik.

## Lásd még
- Betűképek listája